# Dorćol

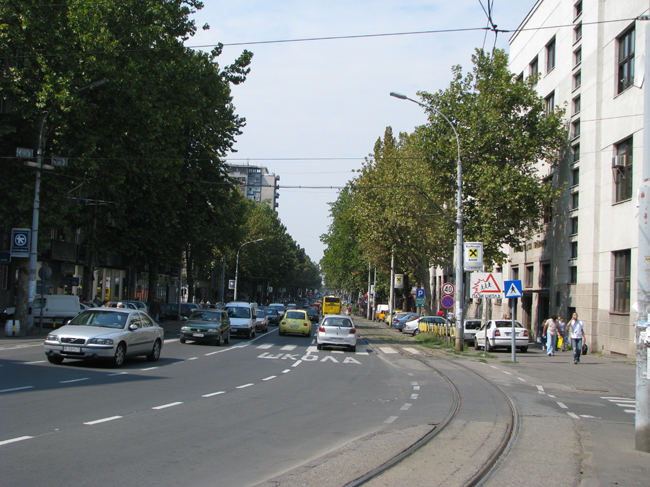
Dorćol - gatan Cara Dušana

Dorćol (Дорћол) är ett område i Belgrad, beläget i kommunen Stari Grad (Gamla stan). Det anses att Dorćol omfattar norra och södra delarna av Kalemegdan samt delen mellan Knez Mihailova och Donau.
Dorćols strand har långa cykelvägar och ett större sportcenter vid namn "25 maj". En hamn är under uppbyggnad.
Namnet Dorćol kommer från turkiskans "dort" - fyra och "jol" - väg. Området var alltså en vägkorsning mellan fyra viktiga vägar under den osmanska tiden. Dorćol var då ett viktigt handelscentrum där flera folkgrupper levde. Exempelvis levde där en grupp judar som gett namn åt en gata - Jevrejska.
Dorćol är idag ett modernt stadsområdet men några gamla delar har bevarats. Där finns exempelvis Belgrads idag äldsta hus som byggdes mellan 1724 och 1727 i barock. I Dorćol ligger även Belgrads enda kvarvarande moské, Bajraklimoskén.

## Galleri

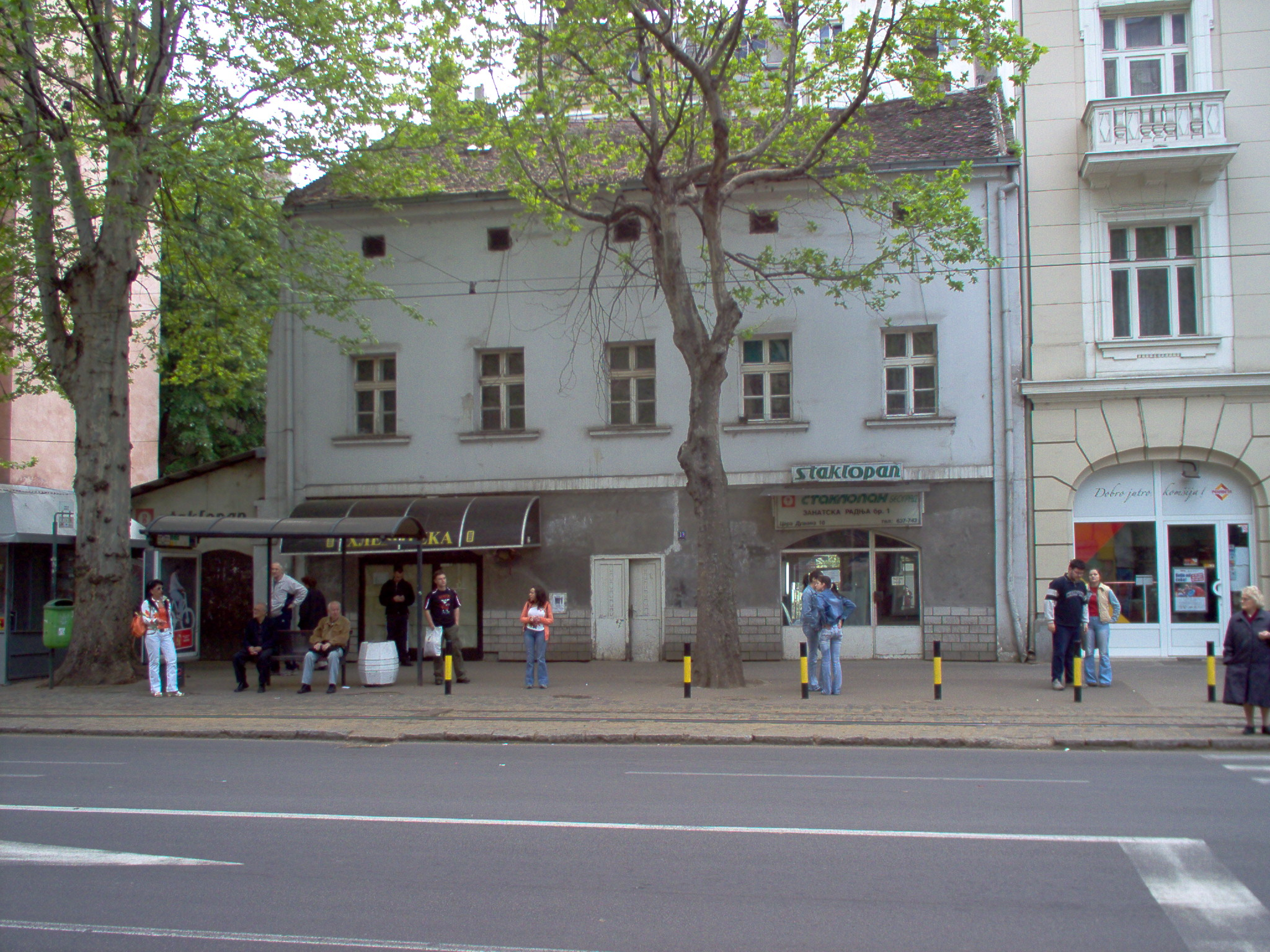
Belgrads äldsta hus
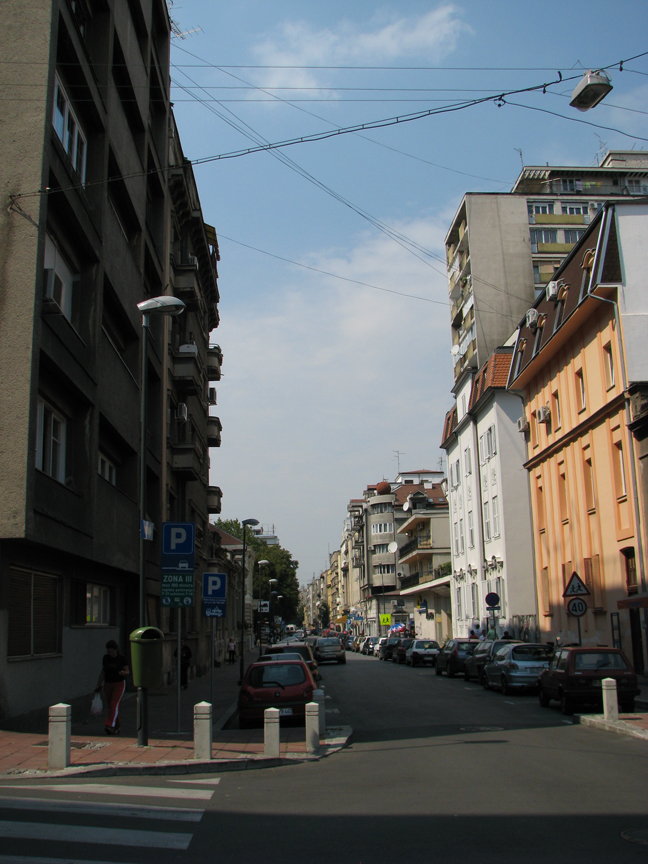
Gatan Gospodar Jovanova
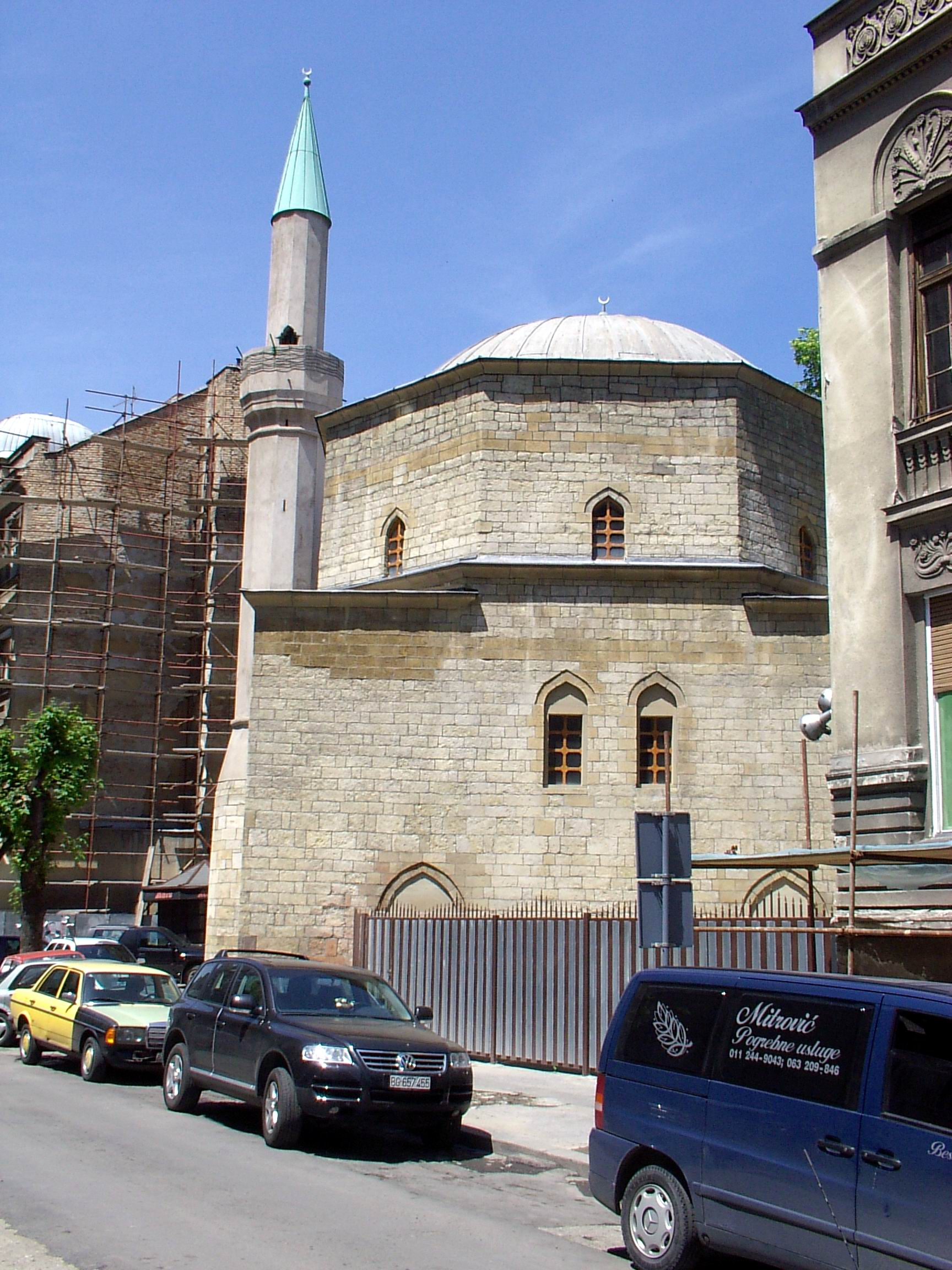
Bajraklimoskén
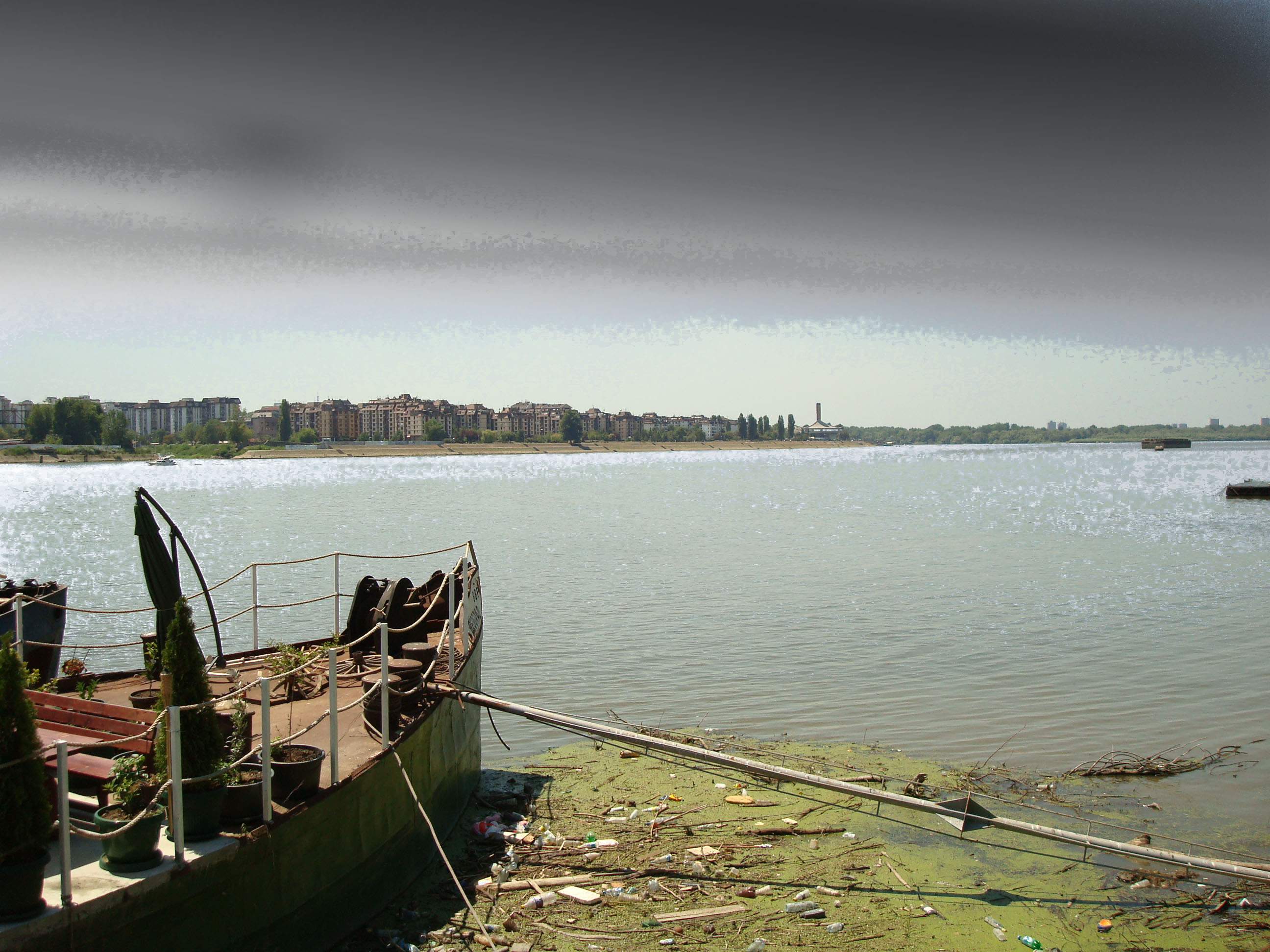
Dorćols strand